# 涌现

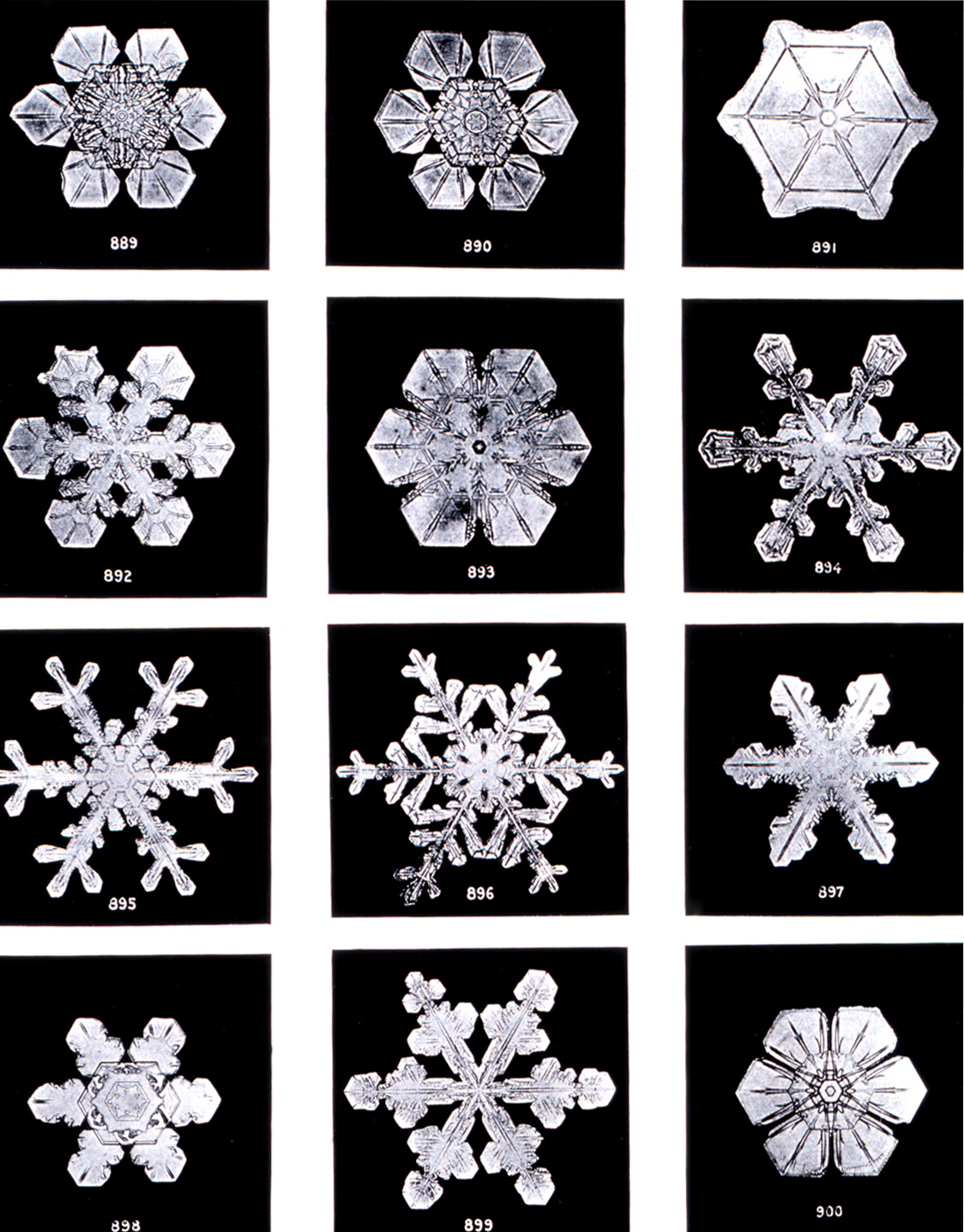
水分子聚集後組成了雪花是一個物理上的創發現象。

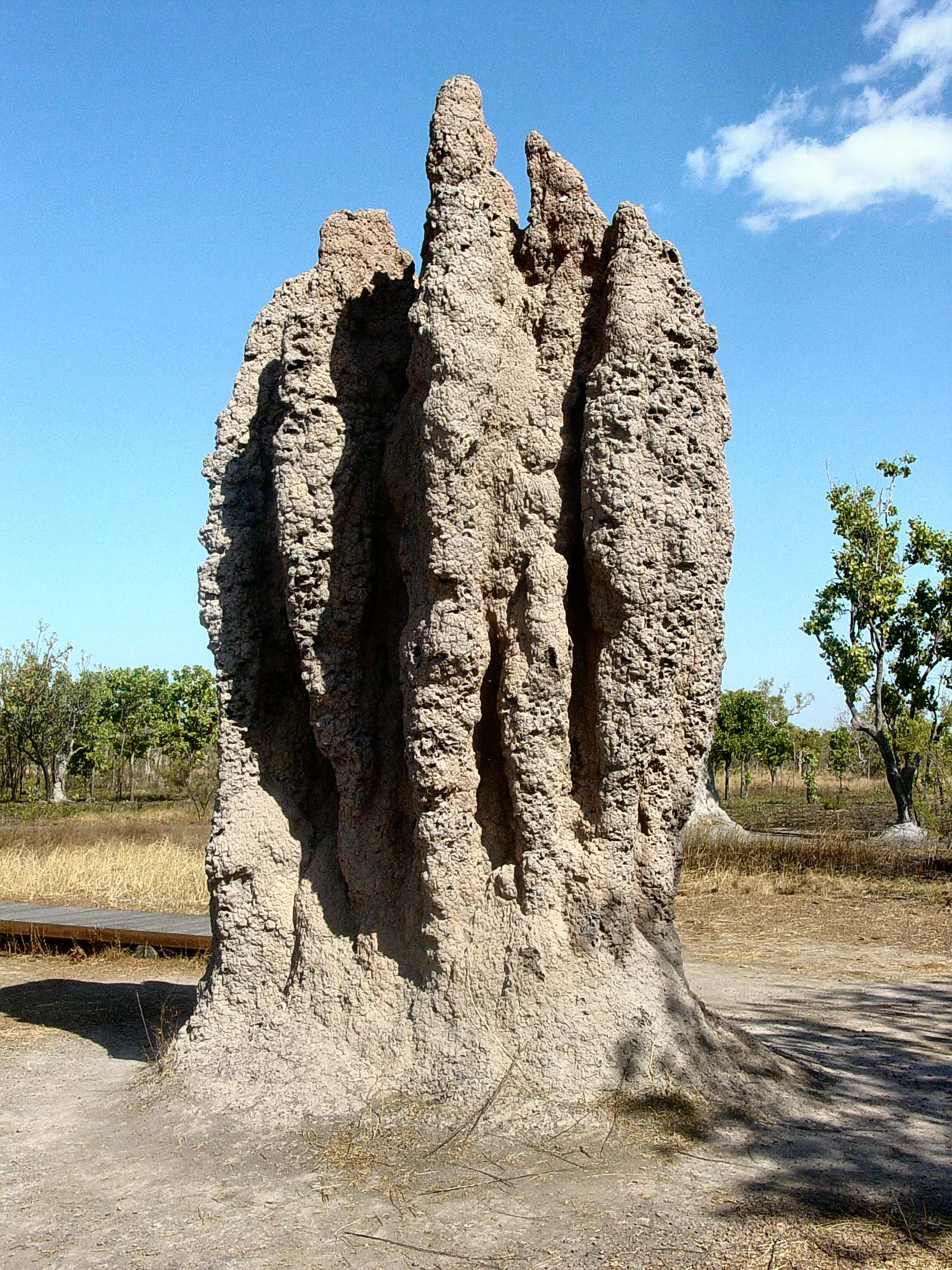
一個由白蟻產生一個白蟻塔是一個自然界典型湧現的例子

湧現（英語：emergence）或稱創發、突現、呈展、演生，是一種現象，為許多小實體交互作用後產生了大實體，而這個大實體展現了組成它的小實體所不具有的特性。
涌现在整合层次和复杂系统理论中起着核心作用。例如，生物学中的生命现象是化学的一个涌现。
在哲学中，强调涌现特性的理论被称为涌现论。

## 哲学
哲学家常将涌现理解为关于系统性质的原因論主张。在这种情况下，一个系统的涌现性质指只属于整个系统的特征，而不属于系统任一组成部分的性质。尼古拉·哈特曼（1882–1950）是最早研究涌现的现代哲学家之一，他称其为categorial novum（“新类别”）。

## 定義
許多人都曾定義過“湧現”這個概念，包括亞里士多德、約翰·斯圖爾特·密爾、朱利安·赫胥黎與喬治·亨利·劉易斯。杰弗里·戈斯坦則對湧現作以下定義：
複雜系統中在自我組織的過程中，所產生的各種新奇且清晰的結構、圖案、和特性。
湧現中有兩種學派的看法：弱湧現中，元素層面的互動會造成新的特質出現，而突現特質可以化約到其個別的成分，通常是決定論者的觀點；強湧現裡，新特質是無法化約的，是超過各部分的總和的。
哲学家乔治·亨利·刘易斯在1875年创造了“涌现”一词，将其与单纯的“结果”区分开来：
每个结果都是分力的和或差；方向相同为和，相反为差。此外，每个结果都可以清楚地追溯到其组成，因为它们都同质、可通约。至于涌现则不然，涌现不是可测运动的加和，也不是同类事物间的加和，而是不同质事物间互动的结果。涌现与其组成不同，不仅因为不可约，而且涌现出的事物无法还原为组成的和或差。

1999年，经济学家杰弗里·戈斯坦在期刊《涌现》（Emergence）上提出了涌现现象的现行定义：“在复杂系统的自组织过程中，出现的新的连贯结构、模式或性质”。
2002年，系统科学家彼得·科宁更详细地描述了戈斯坦的定义：
共同特点有(1) 根本的新颖性（以前在系统中没有观测到）；(2) 连贯性或相关性（在一段时间内整体相对稳定）；(3) 宏观水平（即有一定的“整体性”属性）；(4) 是动态过程的产物（会演化）；(5) “有形”（可被感知、观测）。
科宁提出的是较窄的定义，要求各组成在种类上不相似，并表现出分工。他还说生命系统理论（与国际象棋比较）虽然也是涌现，但归结不出涌现的基本规律：

规律与法则没有因果效力，它们事实上没有“产生”任何东西。它们只是用于描述自然界的规律性和一致性关系。这些模式可能十分重要、非常有启发性，但背后的因果关系必须被单独指定（虽然往往不是这样）。抛开这一点不谈，象棋说明了 ... 为什么任何关于涌现和演化的规律与法则都不充分。即使是在象棋中，也不能用规则来还原历史——即任何给定棋局的历程。事实上，你甚至无法可靠预测下一步要怎么走。为什么？因为“系统”设计的不仅仅是游戏规则，还包括棋手和他们在每个选择点大量可能选项中不断进行的逐时刻决定。象棋因此不可避免地具备了历史性，虽然也受一套规则的制约与塑造，遑论物理定律。此外，象棋还是由目的学、控制论、反馈驱动影响形成的游戏，不是一个简单的自组织过程，而涉及到一个有组织、“有目的”的活动。

### 强涌现与弱涌现
“涌现”这一概念的使用，一般可分为两个角度，即“强涌现”和“弱涌现”。哲学家Mark Bedau的一篇论文《弱涌现》讨论了这种划分。就物理系统而言，弱涌现是一种涌现类型，涌现的属性可通过计算机模拟或类似形式的事后分析实现还原（如交通拥堵的形成、运动中鸟群或鱼群的结构、星系的形成等等）。模拟中至关重要的是，相互作用的成员要保持相互独立，否则就变成了强涌现：会形成新的实体，伴有新涌现出的特征。有人认为强涌现无法被模拟、分析或还原。
两者的共同点有，涌现指的是随着系统规模增加而产生的新属性：即不属于系统组成部分的属性。此外，它还假定这些属性具有随附性，而不是形而上的原始属性。
弱涌现描述了系统中由于基本层面的相互作用产生的新属性。但Bedau规定， 这些属性不能由任何还原主义分析得到，只能通过观察或模拟系统来确定。因此，新属性与规模有关：只有当系统大到足以表现出这种现象时，才能被观察到。混沌、不可预测行为也可看做一种涌现，而混沌的每个微观行为都可被完全确定。
Bedau指出，弱涌现不是一种普遍的形而上学解决方案，因为意识是弱涌现的假设无法解决关于意识物理性的传统哲学问题。但Bedau的结论是，这种观点提供了一个精确的概念：涌现参与了意识；其次，弱涌现的概念在形而上学中是良性的。
强涌现描述的则是高级系统对组成的直接因果作用：以这种方式产生的性质以及系统原先的组成无法还原出来。因此，强涌现不可能系统模拟，因为模拟本身就构成了系统对组成的还原。物理学缺乏公认的强涌现例子，除非声明在实践中不可能用部分来解释整体。实际上，实践上的不可能要优于现有定义，因为前者更容易确定和量化，而且不会涉及任何神秘力，仅仅反映了我们能力的极限。

#### 反对划分
但生物学家彼得·科宁坚称“关于是否能从部分预测整体的讨论忽略了这一点。整体确实可以产生独特的性质，但其中许多可能来自系统整体与环境的相互作用。”根据他的协同作用假说，Corning还称：“正是整体产生的协同效应才是自然界复杂性演变的根本原因。”小说家阿瑟·库斯勒用雅努斯的比喻（象征开/关、和平/战争等互补基础上的统一性）来说明这两种分类（强与弱，或整全观与还原论）应是非排他的，应该共同解决出现的问题。理论物理学家PW Anderson这样认为：
将一切都归结为简单基本规律的能力并不意味着有能力从这些规律出发，重建宇宙。在面对规模和复杂度的双重困难时，还原主义假说便崩溃了。在每个复杂度层次上，都会出现全新的性质。心理学不是应用生物学，生物学也不是应用化学。我们现在可以看到，整体不仅变得更多，而且与部分的总和也非常不同。

#### 强涌现的可行性
一些思想家质疑强涌现的合理性，认为它违反了我们对物理学的通常理解。Mark A. Bedau指出：
尽管强涌现在逻辑上是可能的，但却像魔术一样让人不舒服。根据定义，强涌现不能来自微观层面潜能的聚合，那么随附的这样一种不可忽略的向下因果力该从何产生？这样的因果力将异于我们科学范围内的任何东西。不仅合理形式的唯物主义会排斥这种东西，其神秘性还会加剧传统上关于涌现的担忧：涌现意味着不合任何规律的无中生有。
强涌现可能会导致因果过度决定。典型例子如分别监督随附于物理状态（P、P∗）的心理状态（M和M*），其中心理状态显然是从物理状态涌现的属性。令M∗监督P∗，那么当M导致了M∗时会发生什么？金在权认为：
在我们上面的例子中，我们得出结论：M通过引起P∗导致了M∗，所以M导致了P∗。现在，M作为涌现，一定有个物理基础，如P。现在我们面临一个关键问题：如果M从P涌现而来，为什么P不能取代M，作为M产生的给定效应的原因？为什么不能说是P的变化导致了M的所有所谓效应？如果因果关系被理解为法理上的充分性，那么P作为M出现的基础，对它来说有着法理上的充分性；而M作为P*的原因，对P*来说也是法理上的充分性。由此可见，P对P*来说也是法理上充分的，因此有资格成为它的因…若M以某种方式被保留为因，我们就面临一个非常不确定的局面：每个下向因果都涉及过度决定（因为P也是P*的一个原因）。此外，这在任何情况下都违反了涌现论的精神：涌现应有独特的因果贡献。
若M导致了M∗，那么M∗就被过度决定了，因为P也是M∗的因。一个强涌现论者可以采取否认下向因果的手段，但这将消除提出其的理由，即涌现的心理状态必须监督物理状态，反过来又会使物理主义受到质疑，因此对一些哲学家和物理学家来说是不可取的。
同时，其他人也在努力开发强涌现的分析性证据。2009年，顾麦然等人提出了一类宏观上不可计算的无限物理系统。更确切地说，如果能从微观描述中算出系统的宏观性质，那么计算机科学中一些不可解问题便能得到解决。这些结果涉及无限的系统，一般认为有限的系统都可计算出来。然而，只适用于无限系统极限的宏观概念，如相变和重整化群对于理解、模拟真实的有限物理系统是十分重要的。顾麦然等人的结论是：
尽管宏观概念对于理解我们的世界至关重要，但基础物理的大部分内容都试图寻找所谓“万物理论”，即一套能完美描述所有基本粒子行为的方程组。这样的理论将使我们能从微观推导出所有宏观行为，至少在原则上可以做到，据此有观点称这就是科学的终极目标。我们发现的证据表明，这种想法似乎过于乐观了。“万物理论”确实是完整理解宇宙所需的诸多事物之一，但不一定是唯一。从第一原理发展出的宏观规律可能不仅涉及系统逻辑，还可能要通过实验、模拟或洞察等手段提出猜想。

### 涌现与互动
涌现结构是通过许多实体的集体行动而出现的模式。亚里士多德认为，涌现结构多于各部分的加和，因为如果各部分相互独立行动，就不会出现涌现的秩序。但也有人不同意。根据这一论点，每个部分与环境的相互作用会引起一连串复杂的过程，从而表现为某种形式的秩序。事实上，自然界中的一些系统表现出基于组成部分相互作用的涌现，而其他一些系统表现出的涌现，至少在目前无法这样还原。特别是理论物理中的重整化方法，使科学家能够研究不能视作各部分简单组合的系统。

### 客观或主观质性
克拉奇菲尔德认为，任何系统的复杂性和组织的性质都是由观察者决定的主观质性。
定义结构、检测自然界中复杂度的涌现本质上是主观的，也是不可或缺的科学活动。建立模型的观察者如何从观测中推断出嵌入非线性过程的计算能力，对这一过程的分析虽然比较困难，但对解决问题有所帮助。观察者对其环境中什么有序、什么随机、什么复杂的概念，直接取决于计算资源：原始测量数据的数量、大小及可用于估计和推理的时间。不过，资源的组织方式更关键也更微妙地决定了环境中结构的发现。例如，观察者所选择（或隐含）的计算模型类描述能力，在发现数据的规律性方面可能是一个压倒性决定因素。

另一方面，科宁则认为：“如一些理论家声称的那样，协同作用必须被感知/观察到才有资格涌现？显然不是。与涌现有关的协同作用是真实、可测的，即使没人观察它们也一样。”
一个有序系统的低熵可视作是主观涌现的例子：观察者通过忽略潜在的微观结构（即分子或基本粒子的运动）观察到有序的系统，并得出结论：该系统具有低熵。
另一方面，混乱、不可测的行为也可视作是主观涌现，微观尺度上各部件的运动可以完全确定。

## 宗教、艺术和人文领域
在宗教中，涌现是宗教自然主义和合成主义进行表达的基础，在完全自然主义的过程中，复杂形式从简单形式中产生或演化而来。2006年Ursula Goodenough和Terrence Deacon的《自然的神圣涌现》（The Sacred Emergence of Nature （页面存档备份，存于））和斯图亚特·考夫曼的《超越还原论》（ Beyond Reductionism: Reinventing the Sacred （页面存档备份，存于）），2014年Alexander Bard和Jan Söderqvist的《合成主义——在互联网时代创造上帝》（Syntheism – Creating God in The Internet Age），以及2022年Brendan Graham Dempsey的《涌现主义：元现代世界的复杂度宗教》。马克斯·韦伯最著名的作品《新教伦理与资本主义精神》有早期（1904–05）关于社会形态涌现的论点，部分源于宗教。新社会系统的涌现与多个互动部分的涌现有关，后者主要是个人的思想、意识与行为。
在艺术中，涌现被用于探索创意和作者身份的本质。一些文艺理论家（Wheeler, 2006;Alexander, 2011）利用复杂度科学和涌现理论提出了替代后现代“作者身份”的理解，他们认为艺术的自我性和意义是涌现的、相对客观的现象。Michael J. Pearce用“涌现”描述与当代神经科学有关的艺术作品的体验。实践艺术家Leonel Moura则称他的“艺术机器人”是基于涌现现象的真正创造力。在文学和语言学领域，涌现主要应用于文体学，以解释文本的句法结构和作者文风间的相互关系（Slautina, Marusenko, 2014）。
在国际发展中，涌现现象用于一个被称作“SEED-SCALE”的社会变革理论中，以表明社会原则如何通过相互作用，从社会-物态-生物圈中涌现出适合文化、经济和环境的社会经济发展。这些原则可以用一连串的标准化任务，利用递归的评价标准，以单独的特定方式进行自组装来实施。
在后殖民研究中，“涌现文学”指在全球文学领域势头强劲的当代文体（v. esp.: J.M. Grassin, ed. Emerging Literatures, Bern, Berlin, etc. : Peter Lang, 1996）。相对地，“新兴文学”则是文学理论的概念。

## 涌现性质与过程
简单动因在环境中互动，作为一个集体表现出更复杂的行为，也就是涌现。若涌现发生在不同的尺寸尺度，原因通常是尺度间的因果关系——在具有涌现特性的系统中，通常有自上而下的反馈。产生涌现特性的过程通常可从积累变化的模式识别出来，称作“增长”。涌现行为产生于不同规模与反馈的复杂因果关系，即所谓互连性。复杂行为或性质不是任何此种实体的性质，也无法从低层次实体的行为中轻易推得。鸟群或鱼群的形态是涌现特性的良好例子之一。
涌现行为难以预测的一个原因是，系统的组成之间相互作用的数量随着组分数量呈指数增长，从而允许新的行为类型出现。涌现往往是特定互动模式的产物。负反馈引入了约束，用于固定结构或行为；正反馈则促进变化，允许局部变化发展到全体。相互作用引起涌现的另一种方式是双相演化，见于间歇性互动的系统，有两个阶段：第一阶段，模式形成与增长；第二阶段，模式完善或移除。
另一方面，仅是拥有大量相互作用不一定就会涌现，许多作用可能可忽略或互相抵消了。某些情况下，大量相互作用会产生大量“噪音”，淹没可能的“涌现”。在达到足够规模以支持自我之前，涌现行为可能需要与其他互动隔离才能显现出来。因此，应鼓励的不仅是组分间连接的数量，还有连接的组织方式。等级组织是产生涌现的例子（官僚机构的行为方式可能与各个部分截然不同）；但更分散的组织结构也可以产生涌现，如市场。有时，系统必须兼具一定多样性、组织性与连接性，才能发生涌现。
意外后果、副作用与用线性质密切相关。Luc Steels写道：“一个部分一般有一个特定功能，但不能被识别为整体功能的一部分。相反，组件行为的副作用反而有助于整体功能的实现……每个行为都有副作用，副作用的总和也就实现了所需的整体功能。”换句话说，系统的整体功能是所有“副作用”、所有涌现性质和功能的总和。
具有涌现性质或结构的系统看上去违反了热力学第二定律：在没有指挥和中央控制时形成了秩序。不过这其实是可能的，因为开放系统可以从环境中提取信息和秩序。
涌现有助于解释为什么分割谬误是谬误。

## 自然界的涌现结构

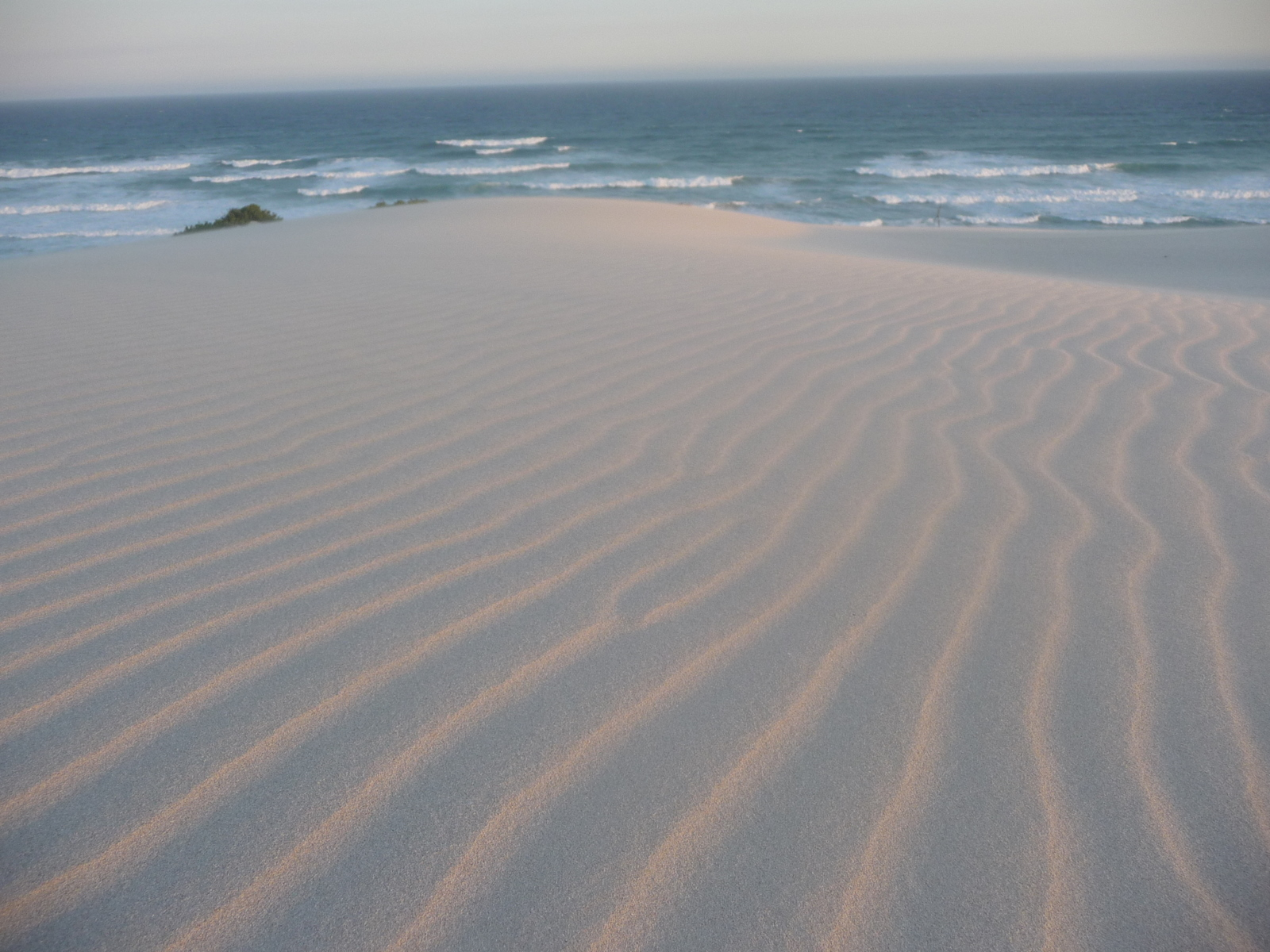
风或水在沙丘上形成的波纹状图案是自然涌现结构的一个典型例子

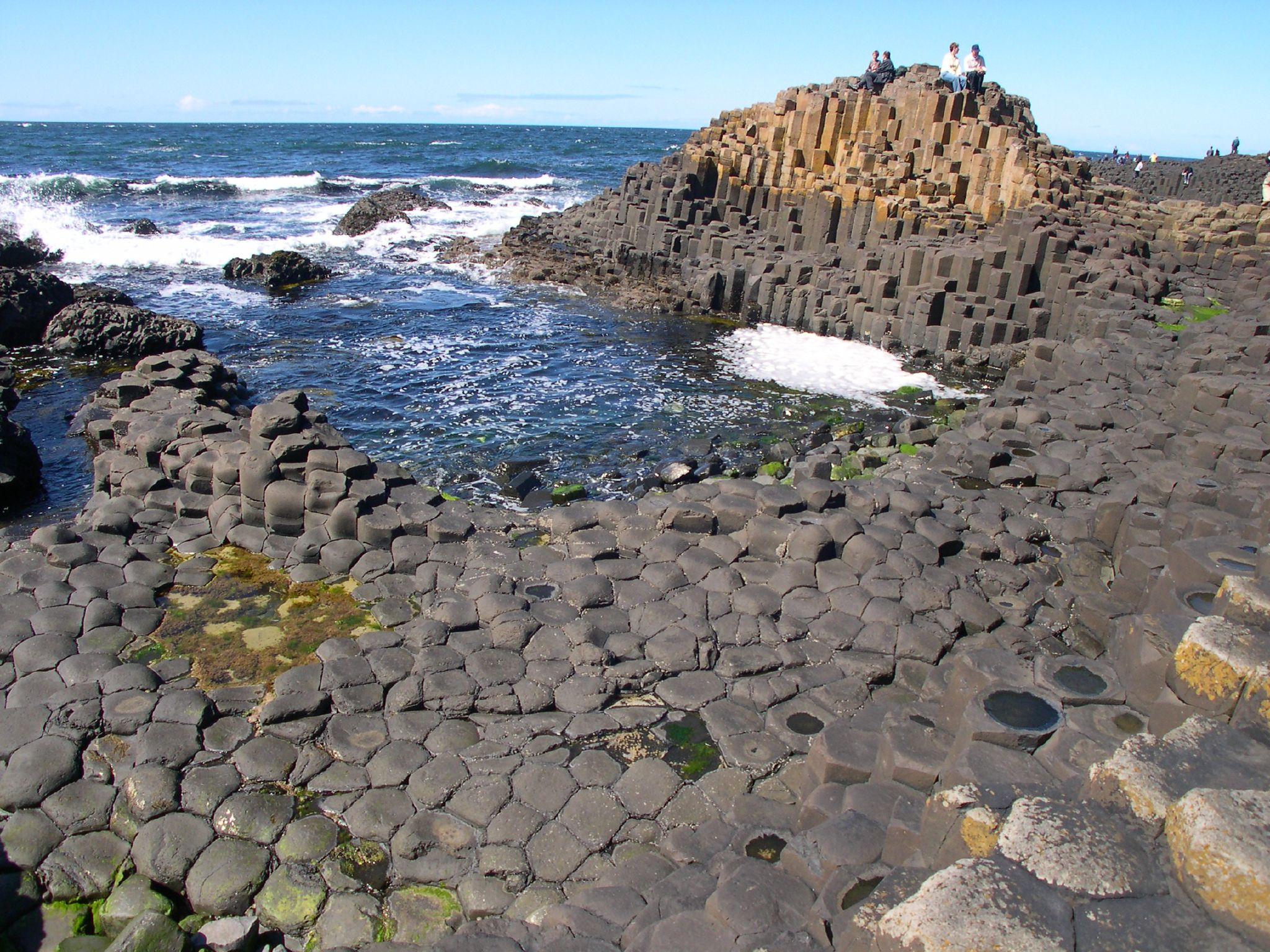
北爱尔兰巨人堤道是一种复杂涌现结构

在从物理到生物的许多自然现象中，都可以发现涌现结构。例如热带气旋这样的天气现象就是一种涌现结构。在有利的自然环境中，由水分子的布朗运动驱动的复杂有序晶体的生长，是另一个涌现过程的例子。这说明随机性可以产生复杂有序结构。
不过，据说晶体结构和气旋也有一个自组织过程。

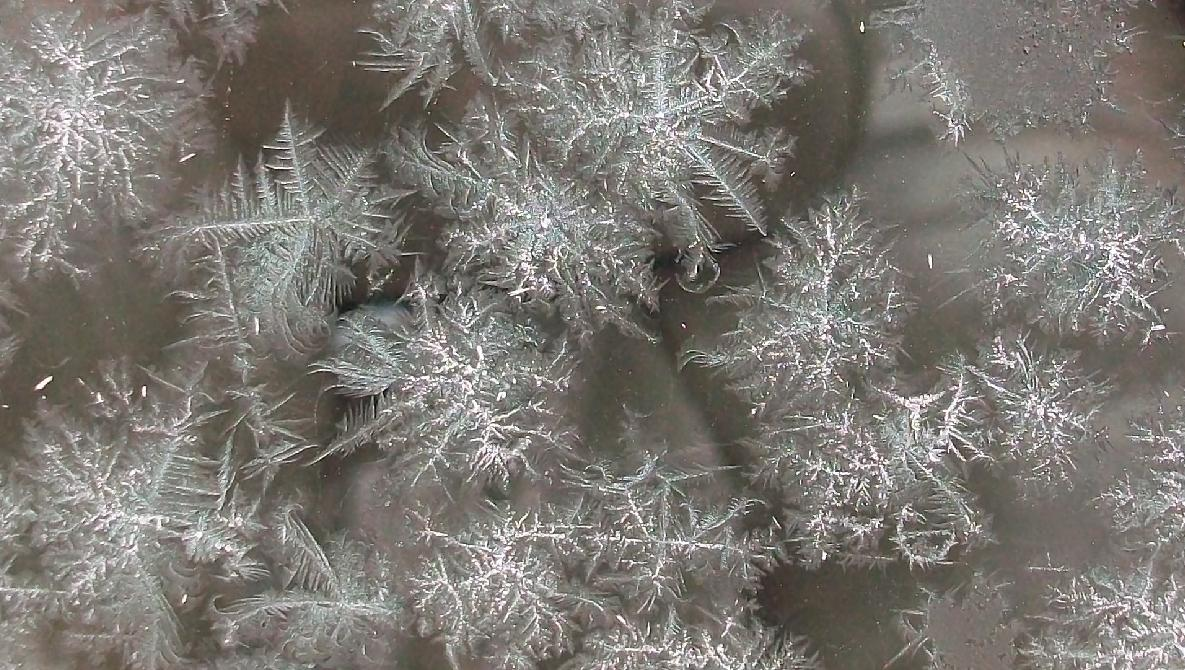
玻璃上形成的冰晶是在适当温湿度条件下自然涌现形成的分形。

涌现结构分三阶。一阶涌现结构是形状相互作用的结果（如水分子间的氢键表现为表面张力）；二阶涌现结构涉及随时间推移而连续发生的形状相互作用（如雪花形成时，不断变化的大气条件塑造其形状）；三阶涌现结构是形状、时间与可继承指令共同作用的结果。例如，生物体的遗传密码会影响生物体系统在空间和时间上的形式。

### 无机物理系统
物理学中，涌现用于描述在宏观尺度（时间或空间）上发生，但不见于微观的性质、规律或现象，尽管宏观系统可视作是非常大的微观系统集合体。
涌现性质不需要比产生了它的基本性质更复杂。例如，热力学定律非常简单，而支配粒子间相互作用的定律相比之下非常复杂。因此，物理中的涌现并不用于表示复杂性，而是用于区分规律与概念所适用的尺度是宏是微。
而另一种也许更泛用的设想涌现的方式确实涉及一定程度的复杂性：我们可以从微观到宏观的计算可行性得知涌现的“强度”。参考下面来自物理学的（弱）涌现定义：

物理系统的涌现行为是一种定性的性质，只能在微观成分趋近于无限时产生。

由于现实中没有真正的无限系统，所以在部分性质和整体性质之间并没有明显的自然分野。如下所述，一般认为经典力学是量子力学的涌现，尽管在原则上量子力学完全描述了经典水平上发生的一切。但是，从量子力学水平出发，就要用一台比宇宙体积还大的计算机，用比宇宙寿命还长的时间才能描述一个苹果的运动，因此可以认为，这是一种“强”涌现。
强涌现所需的成分数量可以少得多。例如H2O分子涌现的特性与氢气和氧气都有很大不同。
例子如：
经典力学
可以说，经典力学规律是量子力学规则应用于足够大的质量上出现的一系列特例。这相当奇怪，因为人们通常认为量子力学要比经典力学复杂。
摩擦力
基本粒子间的力是保守力，但对于更复杂的物质结构，非保守力摩擦力就出现了。连续介质力学中其他类似的概念也是涌现，如黏度、弹性、强度等等。
图案地面
冰川周围地区的地面物质往往會形成明显、通常对称的几何形状。
统计力学
最初使用具有足够大系综的概念来推导，关于最似然分布的波动可被完全忽略。然而小的团簇并不表现出尖锐的一阶相变（如熔化），在边界处不可能完全将团簇归为固体或液体，因为固液概念（非严格定义）只适用于宏观系统。用统计力学方法描述系统，要比用更基本的原子学方法简单得多。
电路
具有随机排列的二元（RC）电路的整体传导响应，被称为通用直流电响应（UDR），可视作此类物理系统的涌现特征。这种排列可作为简单物理原型，推导复杂系统涌现的数学公式。
天气
温度也是微观涌现出的宏观行为的例子。在经典动力学中，大量粒子在平衡状态下的瞬时动量状态足以确定每个自由度的平均动能，其与温度成正比。对于少量粒子，给定时刻的瞬时动量在统计学上不足以确定温度。但利用遍历假设，通过进一步平均足够长时间内的动量，仍可以获得任意精度的温度。
对流
流体中的对流只有考虑温度差时才有意义。对流单体，特别是贝纳德单体是典型的自组织系统（更具体地说是耗散系统），其结构既由系统的约束决定，也受随机扰动影响：单体的形状和大小取决于温度梯度、流体性质与容器形状，但也受随机扰动影响（因此这些系统表现出对称性破缺）。
在一些粒子物理学理论中，甚至像质量、空间和时间这样的基本结构也被视为涌现，产生于希格斯玻色子或弦等更基本的概念。在对量子力学的一些诠释中，对决定性现实的感知，即所有物体都有明确的位置、动量之类感知，实际上也是涌现，而物质的真实状态由波函数描述，不需要有单一的位置或动量。
今日我们所经历的大多数物理学定律本身，似乎也是在时间过程中涌现的，这样一来涌现就成了宇宙中最基本的原则，也就出现了一个问题：最基本的物理学定律是什么？其他所有定律都从它那里涌现出来。化学可视作是物理规律的涌现，生物学（包括演化）是化学规律的涌现，心理学是神经生物学规律的涌现，一些经济理论将经济学视作心理学的涌现。
据Laughlin，对于许多粒子系统，微观方程算不出什么东西，宏观系统的特征来自对称性破缺：由于相变，微观方程的对称性在宏观不存在。因此宏观系统拥有属于自己的规律和描述方式，具有不依赖于微观细节的性质。这不是说微观相互作用与其无关，而只是在宏观上看不到它们，只能看到再规范化的结果。Laughlin是个务实的理论物理学家：如果你不能，可能永远不能从微观方程中算出对称性破缺的宏观性质，那谈论还原性的意义何在？

### 生命、生物系统

#### 涌现与演化
生命是复杂性的一个主要来源，而演化是生命展现不同形式的主要过程。在这种观点中，演化是描述自然界复杂性增长的过程，在谈到复杂生物、生命形式出现时，也是如此。
一般认为生命出现于早期的RNA世界，当时RNA链开始表现出达尔文设想的自然选择基本条件：遗传、类型变化与对有限资源的竞争。RNA复制体的适应度（体均增长率）可能是内在适应能力（由核苷酸序列决定）和可用资源的函数。三种主要适应能力是(1) 以适中保真度进行繁殖的能力（实现遗传与类型变化）；(2) 避免腐烂的能力；(3) 获取、处理资源的能力。这些能力最初由RNA复制体的折叠结构决定（参见核酶），而这反过来又被编码在各自的核苷酸序列中。复制体间的竞争成败将取决于适应度。
关于演化中的因果关系，彼得·科宁认为：
各种协同效应在一班演化过程中，特别是在合作与复杂度演化中发挥了重要的因果作用...自然选择常被描述为一种机制，或被拟人化为一种因果关系...但实际上，形状或适应度的“选择”是特定环境中特定生物体成功生存繁衍的结果。从中产生的功能效应最终导致了自然界中的遗传与突变。
按他对涌现的定义，科宁还谈到了涌现与演化：
[在]演化过程中，因果关系是反复的；效果会成为原因。而这对于由涌现承诺书的协同效应来说同理。换句话说，涌现本身...一直是生物演化中涌现现象演变的根本原因；有组织系统产生的协同效应才是关键。
群行行为见于许多种动物。涌现结构是许多动物群体中常见的策略，如蚂蚁群、白蚁群、蜂群、鱼群、鸟群等等。
蚁群十分典型。蚁后不直接发号施令，每只蚂蚁对来自幼虫、其他蚂蚁、入侵者、食物和废物的化学气味刺激作出反应，并留下化学刺激，反过来又给其他蚂蚁提供刺激。在这里，每只蚂蚁都相当于一个单位，只据环境和基因做出所有反应。虽然缺乏集中决策，蚁群还是能表现出复杂行为，甚至有解决几何问题的能力。例如，蚁群通常会找到离所有蚁穴入口最远处堆放尸体。
环境因素可能影响涌现。研究表明，Macrotera portalis蜂种存在涌现，涌现的出现模式与降雨量一致。具体说，与西南沙漠的夏末雨季和春旱存在一致。

#### 生物
生物学中涌现的一个更广泛例子是生物，从亚原子水平到整个生物圈。例如，单个原子可以组成多肽等分子，又可以叠成蛋白质，又可以形成更复杂的结构。这些蛋白质从其空间构象中产生功能，并与其他分子互动，实现更高级的生物功能，并最终创造出有机体。另一个例子是混沌理论中的级联表型反应如何从单个基因各自的变异中出现。在最高层次上，世界上所有生物群落构成了生物圈，所有人类形成了社会。

#### 意识的涌现
在生命演化论所考虑的现象中，根本问题之一是智人的起源。意识的涌现被作为一种特殊系统知识的独立现象，称为“智慧圈”。

## 人文

### 自发秩序
人类群体如果自由地管理自己，便会自发形成秩序，而不会是无意义的混乱。庄子已经在社会中观察到这一点。人是社会的基本要素，人永远在互动，并在创造、维持或解除相互的社会纽带。社会系统中的社会纽带在结构不断重构的意义上是永远变化的。交通环岛是很好的例子，其可以高效组织汽车出入，一些现代城市已经开始用环岛代替拥堵路口的红绿灯，并取得了更好的效果。开源软件和Wiki项目是更有说服力的证明。
涌现可见于许多地方，如城市、阴谋论、经济学中市场主导的少数群体现象、计算机模拟中的组织现象和细胞自动机。每当众多个体相互作用，秩序就会从无序中涌现，出现模式、决定、结构或方向改变。

#### 经济学
股市（或任何市场）是大规模涌现的例子。作为整体，它精确地调节着世界各地公司的相对安全股价，但没有领导者；若无经济规划，则事实上没有任何实体能控制整个市场的运作。经纪人或投资者在自己的投资组合中只了解数量有限的公司，必须遵循市场的监管原则，并对交易进行单独或分组分析。技术分析师会对出现的趋势和模式进行深入研究。

#### 互联网
万维网是去中心化系统的流行例子，表现出涌现性。没有中央机构配给链接数，但指向每个页面的链接数遵循幂定律：少数页面被大量链接，多数页面很少被链接。万维网链接网络中，几乎任何一对网页都有相对较短的链接链相互连接。虽然这一性质现在众所周知，但最初是在一个不受管制的网络中实现，委实令人意想不到。小世界网络也有这一特征。
互联网也表现出一些涌现特征。在拥堵控制机制中，TCP协议 可以在瓶颈处实现全局同步，同时在协调中增减吞吐量。拥堵是种普遍的困扰，可能是高流量流瓶颈在整个网络中扩散形成的涌现性质，可视作一种相变。
在基于网络的系统中，另一种重要的涌现是社交书签，这种系统中，用户回会为与其他用户共享的资源打标签，众多用户打的标签形成了一种信息组织。最近的研究从经验上分析了这类系统的复杂动态，表明即使在没有统一标签表的情况下，也出现了关于稳定分布与较简单的共同标签表。有人认为，这可能是因为用户都说同一种语言，因而在选择词汇时有类似的语义结构。因此，社会标签趋同可被解释为，具有相似语义解释的人合作索引线上信息时出现了有秩序的抽象结构。

#### 建筑与城市

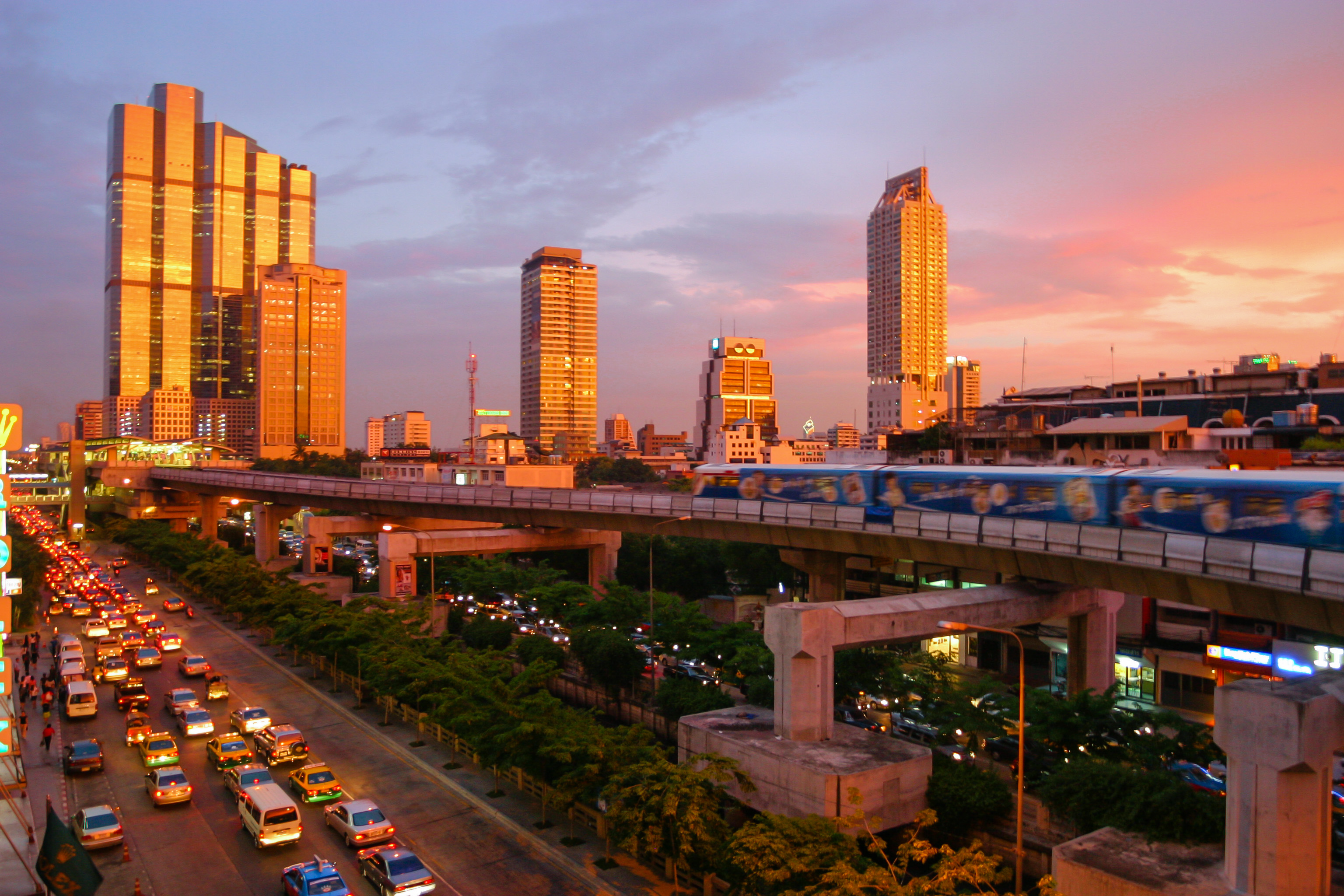
城市交通模式可看作是自发秩序的一个例子。

涌现结构或表现为自发秩序，或出现在不同综合层次的组织中。自组织涌现常见于没有规划或预先分区的城市。对涌现行为的跨学科研究通常认为不是单一同质领域内的研究，都要下降到应用领域中。
建筑师可能不会涉及建筑群的所有通道，而可能先让使用模式自由发展，再在人流量大处铺设路面。
2007年城市挑战赛的场上行为和车辆前行可被视为控制论涌现。道路的使用模式、不确定的障碍物清除时间等因素将共同形成一个复杂的涌现模式，无法事先确定计划。
克里斯托弗·亚历山大建筑学派对涌现采取了更深入的方法，试图改变城市扩张过程以影响城市形态，建立了与传统时间相结合的全新规划设计方法，即涌现城市主义 （页面存档备份，存于）.。城市涌现也与城市复杂性、城市演化理论相联系。
建筑生态学是理解建筑和建筑环境的概念框架，是建筑、居住者和大环境间动态依赖的元素的界面。建筑生态学家Hal Levin不将建筑视作无生、静态物体，而是生物和非生物系统的交界面。室内微生物生态在很大程度上取决于建筑材料、居住者、室内物品、环境背景和室内外气候。大气化学与室内空气质量，以及室内发生的化学反应之间的关系非常密切。这些化学物质可能是微生物的营养物、中性物或灭杀剂。微生物生产的化学物质会影响建筑材料和居住者的健康。人类会通过通风调节温湿度，也会影响微生物繁殖演化。
Eric Bonabeau试图通过交通定义涌现：“交通拥堵实际上非常复杂而神秘。在个体层面，每个司机都想去某个地方，并遵守（或违反）某些规则，有些是法律上的（限速），有些是社会或个体层面的（减速并道之类）。但交通拥堵是不同的独立实体，产生于这些个人行为。例如高速路上的拥堵，在所有车都在往前走时，拥堵部分可以无缘无故地向后移动。”他还举了对市场趋势和员工行为分析的例子说明涌现。

### AI
一些人工智能（AI）计算机程序可以模拟涌现。如Boids，可以模拟鸟群群行行为。

### 语言
有人认为语法的结构和规律性，或至少是语言变化，也是一种涌现。每个话者只是以一种特定方式试图达到自己特定的交际目标，如果有足够多使用者这样交流，语言也就改变了。在更广泛的意义上，一种语言的规范可被看做是在各种社会环境中长期解决交际问题形成的系统。

### 涌现变化过程
在团体促进和组织发展领域，已经出现了一些新的群体过程，旨在用一套最低限度的有效初始条件，最大程度实现涌现和自组织。如SEED-SCALE、欣赏式探询、未来探索、世界咖啡馆、开放空间技术等（Holman, 2010）。

### 引用
1. ↑  O'Connor, Timothy; Wong, Hong Yu. . Edward N. Zalta  (编). . February 28, 2012  [2023-04-25]. （原始内容存档于2023-04-12）.
2. ↑  Aristotle, Metaphysics, Book H 1045a 8-10: "... the totality is not, as it were, a mere heap, but the whole is something besides the parts ...", i.e., the whole is greater than the sum of the parts.
3. ↑  "The chemical combination of two substances produces, as is well known, a third substance with properties different from those of either of the two substances separately, or of both of them taken together" (Mill 1843)
4. ↑  與朱利安·赫胥黎: "now and again there is a sudden rapid passage to a totally new and more comprehensive type of order or organization, with quite new emergent properties, and involving quite new methods of further evolution" (Huxley & Huxley 1947)
5. ↑  (Blitz 1992)
"Every resultant is either a sum or a difference of the co-operant forces; their sum, when their directions are the same -- their difference, when their directions are contrary.  Further, every resultant is clearly traceable in its components, because these are homogeneous and commensurable. It is otherwise with emergents, when, instead of adding measurable motion to measurable motion, or things of one kind to other individuals of their kind, there is a co-operation of things of unlike kinds. The emergent is unlike its components insofar as these are incommensurable, and it cannot be reduced to their sum or their difference." (Lewes 1875，第412頁)
6. ↑  原文 "the arising of novel and coherent structures, patterns and properties during the process of self-organization in complex systems".
7. ↑   [我們真的有自由意志嗎？——意識、抉擇與背後的大腦科學]. 貓頭鷹出版. ISBN 978-9862621295 （中文（繁體））.  改
8. ↑  
Lewes, George Henry. . First Series: The Foundations of a Creed 2. Boston: Osgood. 1875: 369  [24 Mar 2019].
9. ↑  Blitz 1992.
10. ↑  Goldstein, Jeffrey. . Emergence. March 1999, 1 (1): 49–72. doi:10.1207/s15327000em0101_4.
11. 1 2  Corning, Peter A., , Complexity, 2002, 7 (6): 18–30, Bibcode:2002Cmplx...7f..18C, CiteSeerX 10.1.1.114.1724 , doi:10.1002/cplx.10043
12. 1 2 3  Bedau 1997.
13. 1 2  Laughlin 2005.
14. ↑  Luisi, Pier L. . Cambridge, England: Cambridge University Press. 2006: 119. ISBN 978-0521821179. （原始内容存档于2015-11-17）.
15. 1 2 3 4  Corning 2002.
16. ↑  Corning 1983.
17. ↑  Corning 2005.
18. ↑  Koestler 1969.
19. ↑  Anderson 1972.
20. ↑  (Bedau 1997)
21. ↑  Kim, Jaegwon. . Synthese. 2016, 151 (3): 547–59. S2CID 875121. doi:10.1007/s11229-006-9025-0.
22. 1 2  Gu, Mile;  et al. . Physica D: Nonlinear Phenomena. 2009, 238 (9): 835–39. Bibcode:2009PhyD..238..835G. S2CID 61197980. arXiv:0809.0151 . doi:10.1016/j.physd.2008.12.016.
23. ↑  Binder, P-M. . Nature. 2009, 459 (7245): 332–34. Bibcode:2009Natur.459..332B. PMID 19458701. S2CID 205046586. doi:10.1038/459332a.
24. ↑  Aristotle, Metaphysics (Aristotle), Book VIII (Eta) 1045a 8–10: "... the totality is not, as it were, a mere heap, but the whole is something besides the parts ...", i.e., the whole is other than the sum of the parts.
25. ↑  Steven Weinberg. .   [2008-07-14]. （原始内容存档于2010-05-19）. A version of the original quote from address at the Conference on Cosmic Design, American Association for the Advancement of Science, Washington, D.C. in April 1999
26. ↑  Longo, Giuseppe; Montévil, Maël; Pocheville, Arnaud. . Frontiers in Physiology. 2012-01-01, 3: 232. PMC 3429021 . PMID 22934001. doi:10.3389/fphys.2012.00232 .
27. ↑  Crutchfield, James P. . Physica. D (Utrecht). 1993, 75 (1–3): 11–541994  [24 Mar 2019]. Bibcode:1994PhyD...75...11C. doi:10.1016/0167-2789(94)90273-9. （原始内容存档于2023-05-01）.
28. ↑  
See f.i. Carlo Rovelli: The mystery of time, 2017, part 10: Perspective, p.105-110
29. ↑  McKinnon, AM.  (PDF). Sociological Theory. 2010, 28 (1): 108–26  [2023-04-26]. S2CID 144579790. doi:10.1111/j.1467-9558.2009.01367.x. hdl:2164/3035 . （原始内容存档 (PDF)于2014-08-18）.
30. ↑  Casti, J. L. . New York: Harper Collins. 1994.
31. ↑  Wheeler, Wendy. . London: Lawrence & Wishart. 2006: 192. ISBN 978-1-905007-30-1.
32. ↑  Alexander, Victoria N. . Litchfield Park, AZ: Emergent Publications. 2011. ISBN 978-0-9842165-5-0. （原始内容存档于2014-12-08）.
33. ↑  Pearce, Michael J. . Manchester, England: Cambridge Scholars Publishing. 2015. ISBN 978-1443870573. （原始内容存档于2015-05-22）.
34. ↑  Leonel Moura. . Arts. 16 July 2018, 7 (3): 28. doi:10.3390/arts7030028 .
35. ↑  Slautina, Maria; Marusenko, Mikhail. . Les Cahiers du Numérique. 2014, 10 (4): 179–215  [2023-04-26]. doi:10.3166/lcn.10.4.179-215. （原始内容存档于2023-07-09）.
36. ↑  Daniel C. Taylor, Carl E. Taylor, Jesse O. Taylor, Empowerment on an Unstable Planet: From Seeds of Human Energy to a Scale of Global Change (New York: Oxford University Press, 2012)
37. ↑  . New Scientist. 2007-04-21  [2023-04-26]. （原始内容存档于2023-05-02）.
38. ↑  Steels 1991，第454頁.
39. ↑  Anderson, Philip W. . CRC Press. 2018-03-09. ISBN 978-0-429-97374-1 （英语）.
40. ↑  Girvin, Steven M.; Yang, Kun. . Cambridge University Press. 2019-02-28. ISBN 978-1-108-57347-4 （英语）.
41. ↑  Kivelson, Sophia; Kivelson, Steve. . NPJ Quantum Materials (Nature Research). 2016, 1. doi:10.1038/npjquantmats.2016.24 .
42. ↑  Almond, D.P.; Budd, C.J.; Freitag, M.A.; Hunt, G.W.; McCullen, N.J.; Smith, N.D. . Physica A: Statistical Mechanics and Its Applications. 2013, 392 (4): 1004–1027. Bibcode:2013PhyA..392.1004A. S2CID 15801210. arXiv:1204.5601 . doi:10.1016/j.physa.2012.10.035.
43. 1 2  Bernstein, H; Byerly, HC; Hopf, FA; Michod, RA; Vemulapalli, GK. . Quarterly Review of Biology. 1983, 58 (2): 185–207. JSTOR 2828805. S2CID 83956410. doi:10.1086/413216.
44. 1 2  Michod RE. (2000) Darwinian Dynamics: Evolutionary Transitions in Fitness and Individuality. Princeton University Press, Princeton, New Jersey ISBN 0691050112
45. ↑  Steven Johnson. 2001. Emergence: The Connected Lives of Ants, Brains, Cities, and Software
46. ↑  Danforth, Bryan. . Annals of the Entomological Society of America. 1991, 84 (5): 537–48. doi:10.1093/aesa/84.5.537.
47. ↑  Campbell, Neil A., and Jane B. Reece. Biology. 6th ed. San Francisco: Benjamin Cummings, 2002.
48. ↑  . www.britannica.com.   [2023-04-27]. （原始内容存档于2023-07-16）.
49. ↑  . （原始内容存档于2014-10-31）.
50. ↑  Luhmann, N. . Stanford: Stanford University Press. 1995.
51. ↑  . Terrain.org.   [2022-03-18]. （原始内容存档于2023-04-30）.
52. ↑  Miller, Peter. 2010. The Smart Swarm: How understanding flocks, schools, and colonies can make us better at communicating, decision making, and getting things done. New York: Avery.
53. ↑  Arthur, W. Brian.  284. Oxford. 2015: 107–9. ISBN 978-0-19-933429-2. OCLC 876140942. PMID 10103172. doi:10.1126/science.284.5411.107. |journal=被忽略 (帮助); |issue=被忽略 (帮助)
54. ↑  Albert, Jeong & Barabási 1999，第130–31頁.
55. ↑  See review of related research in (Smith 2008，第1–31頁)
56. ↑  Valentin Robu, Harry Halpin, Hana Shepherd Emergence of consensus and shared vocabularies in collaborative tagging systems, ACM Transactions on the Web (TWEB), Vol. 3(4), article 14, ACM Press, September 2009.
57. ↑  Fu, Wai-Tat; Kannampallil, Thomas George; Kang, Ruogu, , Proceedings of the IEEE Conference on Social Computing, August 2009: 66–72  [2023-04-27], ISBN 978-1-4244-5334-4, S2CID 10229043, doi:10.1109/CSE.2009.382, （原始内容存档于2018-11-26）
58. ↑  Fu, Wai-Tat; Kannampallil, Thomas; Kang, Ruogu; He, Jibo, , ACM Transactions on Computer-Human Interaction, 2010, 17 (3): 1–37, S2CID 6964273, doi:10.1145/1806923.1806926
59. ↑  Krugman 1996，第9–29頁.
60. ↑  Batty 2005.
61. ↑  Marshall 2009.
62. 1 2  . 2011-05-26  [2011-08-04]. （原始内容存档于2012-02-03）.
63. ↑  . microBEnet: the microbiology of the Built Environment network. （原始内容存档于2011-07-23）.
64. ↑  http://buildingecology.com 的存檔，存档日期2011-08-08.
65. ↑  Bonabeau E. Predicting the Unpredictable. Harvard Business Review [serial online]. March 2002. 80(3):109–16. Available from: Business Source Complete, Ipswich, MA. Accessed February 1, 2012.
66. ↑  Gordon, Goren. . Philosophical Transactions of the Royal Society B: Biological Sciences. 2019, 374 (1771). PMC 6452242 . PMID 30853006. doi:10.1098/rstb.2018.0029.
67. ↑  Ikegami, Takashi; Mototake, Yoh-Ichi; Kobori, Shintaro; Oka, Mizuki; Hashimoto, Yasuhiro. . Philosophical Transactions of the Royal Society A: Mathematical, Physical and Engineering Sciences. 2017, 375 (2109). Bibcode:2017RSPTA.37560351I. PMC 5686407 . PMID 29133449. doi:10.1098/rsta.2016.0351.
68. ↑  Hopper, Paul J. . . 1998: 155–175.
69. ↑  Keller 1994.
70. ↑  Määttä, Urho. . Virittäjä. 4 January 2000, 104 (4): 498  [24 March 2022]. ISSN 2242-8828. （原始内容存档于2023-05-03） （芬兰语）.
71. ↑  Holman, Peggy.  (PDF). Pegasus Communication: The Systems Thinker. December 2010 – January 2011, 21. （原始内容存档 (PDF)于2013-04-18）.